# Prisma (cantante)
Sylvia Tapia Alcázar (Ciudad de México, 8 de noviembre de 1948), conocida artísticamente como Prisma, es cantante, compositora y profesora de música. Desarrolló su carrera artística principalmente durante las décadas de 1980 y 1990. Participó en varias ediciones del Festival Nacional OTI de la Canción, como intérprete y compositora. En 1986, obtuvo el primer lugar en la fase nacional con la canción De color de rosa y representó a México en la edición internacional realizada en Santiago de Chile, donde obtuvo el segundo lugar.
Además de su trayectoria como intérprete, ha desarrollado actividades y proyectos relacionados con la educación musical y la lectura infantil. En 1993, recibió a través del Instituto Nacional de Bellas Artes y Literatura el Premio de Obra de Teatro para Niños 1993, del Consejo Nacional para la Cultura y las Artes, por su obra Leer es mágico.

## Formación
Sylvia Tapia es hija del músico y pedagogo Simón Tapia Colman y de la maestra Esperanza Alcázar Montenegro, historiadora y pedagoga egresada de la Universidad Nacional Autónoma de México (UNAM).
Además de Sylvia otros tres de los ocho hermanos Tapia Alcázar desarrollaron carreras en el ámbito musical: Miguel Ángel, Claudia y Rafael.
A los seis años de edad Sylvia Tapia inició su formación musical bajo la instrucción de pianistas mexicanos y extranjeros. En 1962, siendo adolescente, entró al Conservatorio Nacional de Música, cuyo director era el Profesor Joaquín Amparán. Al tiempo estudiaba la secundaria en el Colegio Simón Bolívar de mujeres. Tomó el curso Panamericano de Perfeccionamiento Pianístico que cada año impartía el maestro francés Bernard Flavigny en el Palacio de Bellas Artes, siendo el último con fecha 24 de junio de 1963. Además de su participación en el curso, Flavigny le impartió clases individuales durante ese periodo.

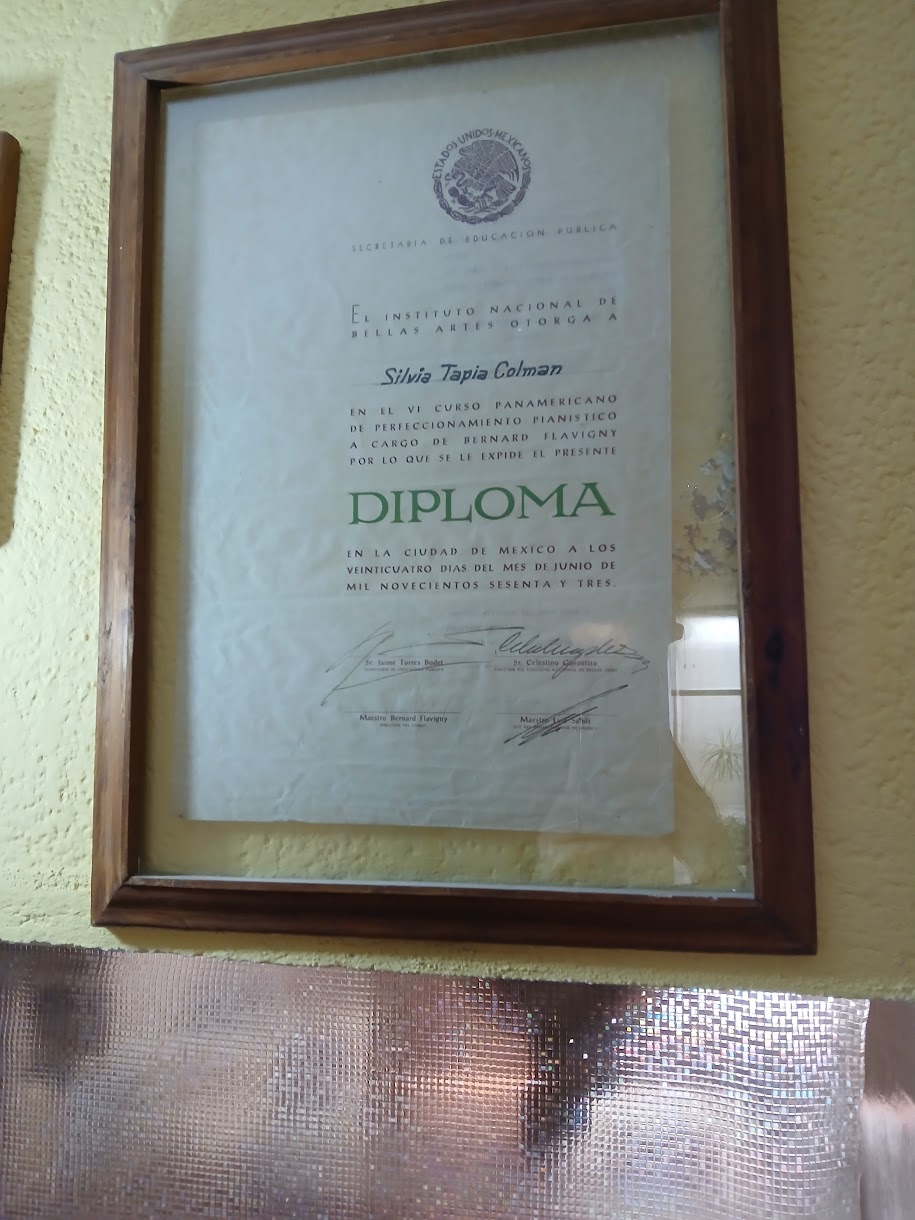
Diploma otorgado a Sylvia Tapia Alcázar (Prisma) por su participación en el Curso Panamericano de Perfeccionamiento Pianístico impartido por Bernard Flavigny, realizado en el Palacio de Bellas Artes el 24 de junio de 1963.

## Trayectoria artística
En 1966 comenzó a componer y cantar temas para comerciales en televisión y radio. También desarrolló  composiciones con enfoque inspirador y filosófico para ser cantadas por las estudiantinas femeniles que creó.
En 1969, Celanese Mexicana le pidió formar un grupo coral integrado por empleados de la compañía. Posteriormente, creó el grupo Trío Juventud, que pasó a formar parte de un proyecto artístico del Departamento de Asesoría de Difusión Cultural de la Comisión Federal de Electricidad (CFE). Como parte de este proyecto, el Trío Juventud recorrió diversas regiones del país, llevando actividades artísticas y esparcimiento a las comunidades locales.
En 1977 creó el grupo musical Realízate, que debutó el 7 de julio en el auditorio de la Universidad La Salle. La agrupación se presentó en diversos escenarios, especialmente en instituciones académicas de la Ciudad de México y sus alrededores. 
En 1978, Sylvia Tapia participó como compositora e intérprete en el II Festival de Canciones de la Amistad. Fue seleccionada entre los 15 finalistas y obtuvo el primer lugar. El certamen fue organizado por el Club de Clubes y reunió a más de 300 participantes.
Posteriormente, Mariana Rebing produjo su primer disco bajo el sello de la disquera Peerless. A partir de ese momento adoptaron el nombre Prisma como grupo, y en 1979 grabaron su primer sencillo, «Quiéreme otra vez» / «Vete», en formato de 45 RPM. En 1980 grabaron el álbum completo titulado Prisma.

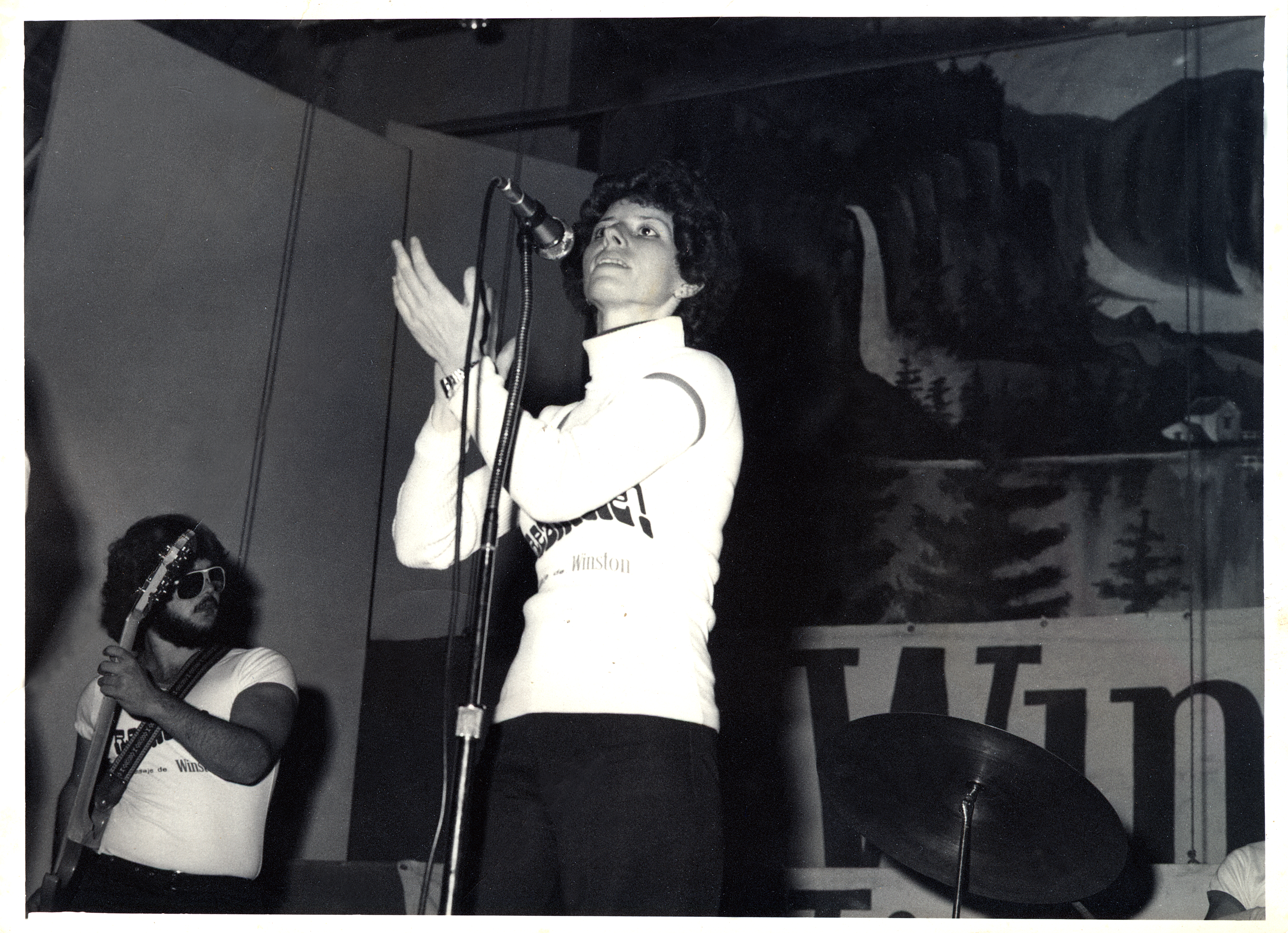
Sylvia Tapia (Prisma) durante una presentación con el grupo Realízate en el Colegio Colón de Zamora, Michoacán (1977).

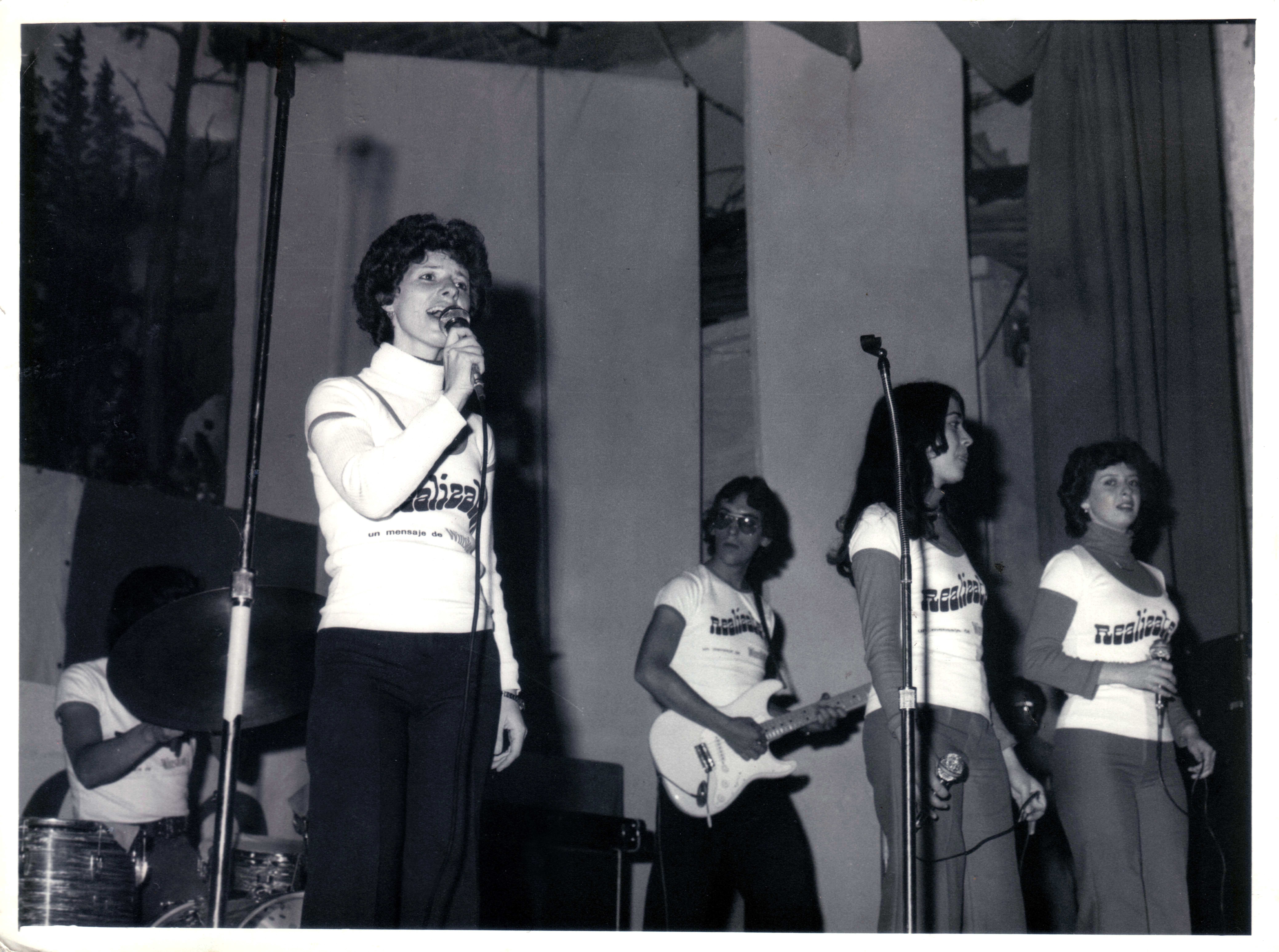
Presentación del grupo Realízate en el Colegio Colón de Zamora, Michoacán, en 1977. En la imagen aparecen Sylvia Tapia (Prisma) al centro y, en el extremo derecho, su hermana Claudia.

El 16 de agosto de 1980, se presentó en solitario bajo el nombre Prisma en el IX Festival Nacional OTI con la canción «Tarde». Aunque no logró avanzar a la etapa final del certamen, esta participación marcó el inicio de su trayectoria como solista.
Participó en un total de nueve ediciones del Festival OTI de la Canción, obteniendo lugares destacados. En 1984, en el XIII Festival Nacional OTI, llegó a la final y obtuvo el cuarto lugar con la canción «Se me cansó el corazón»;  
En 1986 ganó el primer lugar con la canción «De color de rosa», lo que le permitió representar a México en la edición internacional celebrada en Chile. En octubre de ese mismo año, apareció en la portada de la revista Impacto.  
Su faceta más conocida es la de compositora e intérprete de baladas románticas y rancheras.

### Obras destacadas
Entre sus composiciones más conocidas se encuentran:
- Esas cosas del amor
- Con las alas rotas
- Se me cansó el corazón
- De color de rosa
- Una dama y un señor

## Canciones interpretadas por otros artistas
Varias composiciones de Sylvia Tapia Alcázar han sido grabadas o presentadas por intérpretes en México y América Latina. Entre quienes han interpretado obras de su autoría se encuentran:
- Joan Sebastian: grabó dos canciones a dueto con Prisma y también interpretó La dama y un señor.
- Lucero (cantante): interpretó Fuego y ternura.
- Tatiana y Johnny Lozada: realizaron un dueto con la canción Detente.
- Aida Cuevas: grabó un álbum con canciones compuestas por Sylvia Tapia.
- Alondra: interpretó la canción Madre en el X Festival Nacional OTI (1981).
- Hernán Visetti: concursó con la canción Hazlo todo tú en el XVI Festival Nacional OTI (1987).
- Laura Flores: interpretó Corazón de luna llena.
- María Sorté: interpretó las canciones Déjame volar (con el título registrado como Ni pa' qué llorar) y Abandonada (registrada como Contigo y sin ti).
- Laura Alarcón: ha interpretado diversas composiciones de su autoría.
- Mario Pintor: interpretó Dime quién, entre otras canciones.
- Rubby Pérez: interpretó la canción De color de rosa para su álbum debut como solista Buscando tus besos.[21]
- El grupo Las Fenix grabó la canción De color de rosa tanto en español como en portugués.[22][23]
- La canción De color de rosa fue incluida en la banda sonora oficial de Mentiras: La Serie, producción original de Amazon Prime estrenada en 2025. En dicha serie, fue interpretada por Belinda.[24]

### Obra didáctica y cultural
Además de su carrera como intérprete y compositora, Prisma ha desarrollado proyectos en el ámbito educativo, principalmente enfocados en la enseñanza musical infantil. Entre sus iniciativas se encuentran:
- Leer es mágico: obra de teatro musical dirigida a la infancia, reconocida por su enfoque cultural y pedagógico.
- Sistema Solar Musical: método didáctico para la enseñanza del piano a niños, basado en asociaciones visuales y auditivas.
- La Ola Musical: programa de estimulación temprana compuesto por 121 canciones infantiles, concebido como herramienta de desarrollo cognitivo y musical.

### Reconocimientos
Su obra como compositora ha sido objeto de análisis académico en estudios sobre creadoras mexicanas contemporáneas.
En 1993, el Consejo Nacional para la Cultura y las Artes le otorgó el Premio Obra de Teatro para Niños 1993 por su obra Leer es mágico, recibiéndolo a través del Instituto Nacional de Bellas Artes y Literatura (INBAL), en colaboración con el Gobierno del Estado de Coahuila y la Coordinación de Bellas Artes de Torreón.

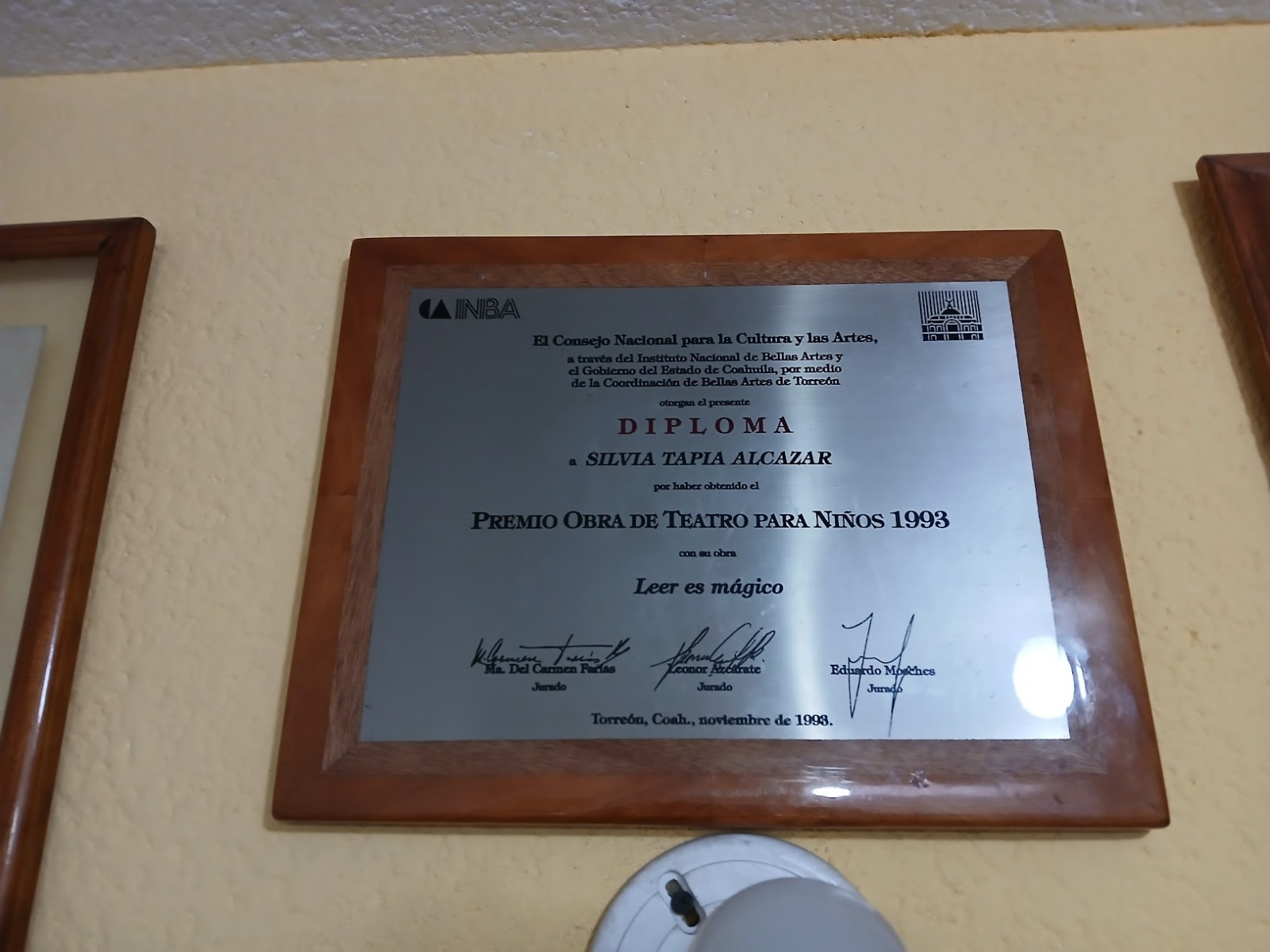
Diploma otorgado a Sylvia Tapia Alcázar (Prisma) por haber obtenido el Premio de Obra de Teatro para Niños 1993 por su obra Leer es mágico, emitido por el Instituto Nacional de Bellas Artes y Literatura (INBAL).

En 2005, la Sociedad de Autores y Compositores de México (SACM) le rindió homenaje por sus 25 años de trayectoria como compositora. La ceremonia tuvo lugar en las instalaciones de la SACM y fue presidida por el compositor Roberto Cantoral, entonces presidente del Consejo Directivo.
En 2025, su imagen fue incluida en una galería permanente del Sistema de Transporte Colectivo Metro en la estación División del Norte de la Ciudad de México, como parte de una exposición dedicada a figuras de la música popular mexicana. En la muestra aparecen también músicos como Silvestre Revueltas, Raúl Ornelas y Roberto Belester.

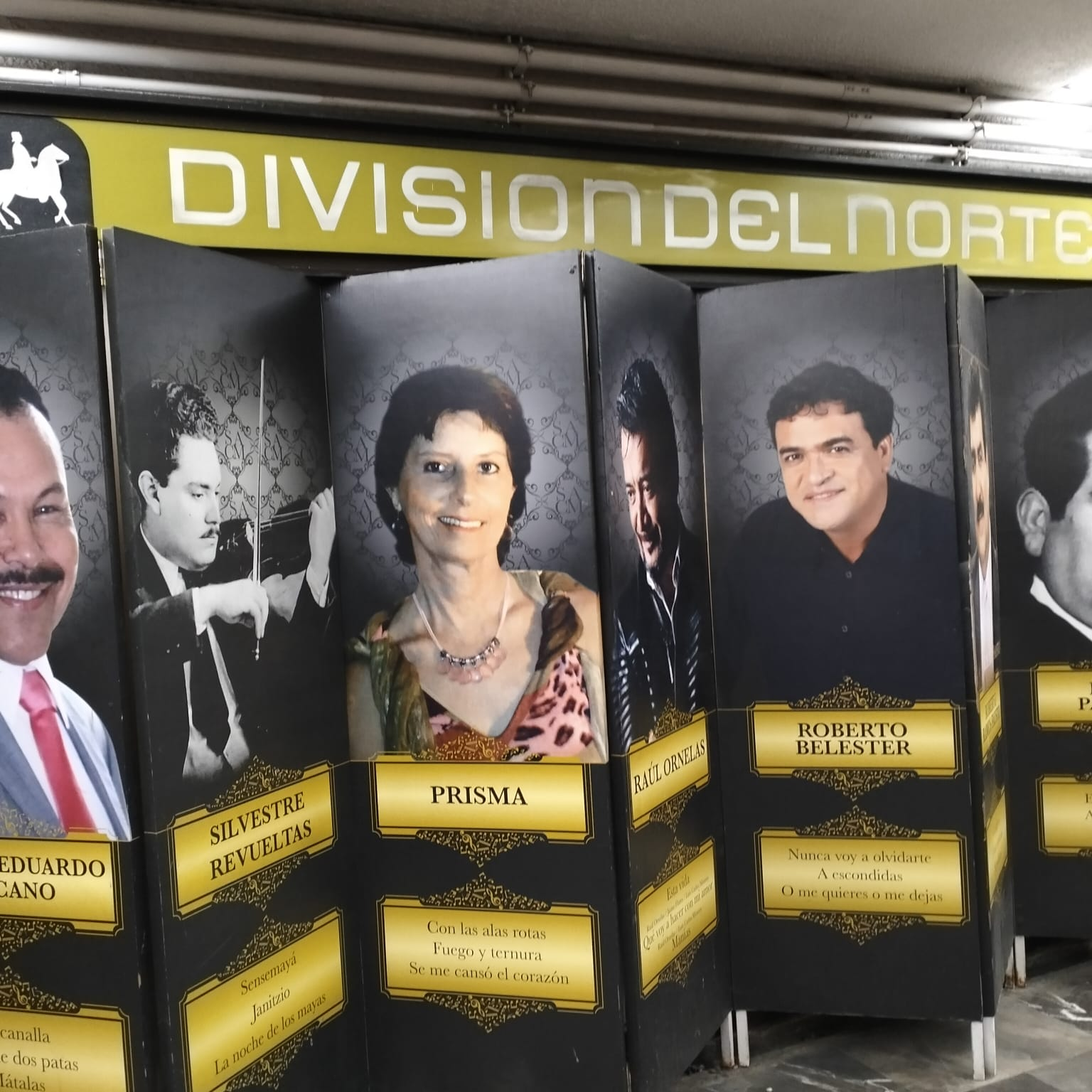
Sylvia Tapia Alcázar, conocida artísticamente como Prisma, retratada en una exposición permanente del STC Metro dedicada a la música popular mexicana. Imagen tomada en la estación División del Norte, Ciudad de México, mayo de 2025.

## Discografía
| Año  | Título del álbum       | Sello discográfico | Formato | Notas                                                               |
| ---- | ---------------------- | ------------------ | ------- | ------------------------------------------------------------------- |
| 1980 | Quiéreme otra vez      | Peerless           | LP      |                                                                     |
| 1981 | Esas cosas del amor    | Peerless           | LP      | Incluye «Tarde» (IX Festival Nacional OTI)                          |
| 1982 | Venganza de amor       | Peerless           | LP      | Incluye «Silencio» (X Festival Nacional OTI)                        |
| 1983 | Con las alas rotas     | Peerless           | LP      | Incluye «Mamá» (X Festival Nacional OTI, 1981)                      |
| 1984 | Se me cansó el corazón | Peerless           | LP      | Incluye «Hijo de la mala vida»                                      |
| 1985 | Tómalo, tómalo         | Juvenil            | LP      | Incluye «Señora aprenda»                                            |
| 1986 | Desde la intimidad     | Peerless           | LP      | Incluye «De color de rosa» (XV Festival Nacional OTI, primer lugar) |
| 1987 | Prohibido              | Peerless           | LP      | Incluye «Me regalé contigo»                                         |

### Quiéreme otra vez (1980)
| N.º | Título            | Autor(es)            |
| --- | ----------------- | -------------------- |
| A1  | Quiéreme Otra Vez | Sylvia Tapia Alcázar |
| A2  | Dame La Mano      | Sylvia Tapia Alcázar |
| A3  | Descúbreme        | Sylvia Tapia Alcázar |
| A4  | Solo Soñando      | Sylvia Tapia Alcázar |
| A5  | Vete              | Sylvia Tapia Alcázar |
| B1  | Piel A Piel       | Sylvia Tapia Alcázar |
| B2  | Realízate         | Sylvia Tapia Alcázar |
| B3  | Encontrarte Amor  | Sylvia Tapia Alcázar |
| B4  | Sonríe            | Sylvia Tapia Alcázar |
| B5  | Sabes             | Sylvia Tapia Alcázar |

### Esas cosas del amor (1981)
| N.º | Título                        | Autor(es)            |
| --- | ----------------------------- | -------------------- |
| 1   | Quiero Tenerte                | Sylvia Tapia Alcázar |
| 2   | Estoy Contigo En Esta Canción | Sylvia Tapia Alcázar |
| 3   | Qué Más Esperas De Mí         | Sylvia Tapia Alcázar |
| 4   | Piel A Piel                   | Sylvia Tapia Alcázar |
| 5   | Calla                         | Sylvia Tapia Alcázar |
| 6   | Tarde                         | Sylvia Tapia Alcázar |
| 7   | Descúbreme                    | Sylvia Tapia Alcázar |
| 8   | Tú Serás                      | Sylvia Tapia Alcázar |
| 9   | El Amor Te Hará Poeta         | Sylvia Tapia Alcázar |

### Venganza de amor (1982)
| N.º | Título               | Autor(es)            |
| --- | -------------------- | -------------------- |
| 1   | Mi Querido Amor      | Sylvia Tapia Alcázar |
| 2   | Cuando Estás Conmigo | Sylvia Tapia Alcázar |
| 3   | Venganza De Amor     | Sylvia Tapia Alcázar |
| 4   | Líbrame              | Sylvia Tapia Alcázar |
| 5   | Solos Tú y Yo        | Sylvia Tapia Alcázar |
| 6   | Llévate Mi Soledad   | Sylvia Tapia Alcázar |
| 7   | Préstame Tu Amor     | Sylvia Tapia Alcázar |
| 8   | Te Lo Van Diciendo   | Sylvia Tapia Alcázar |
| 9   | El Tiempo Te Dirá    | Sylvia Tapia Alcázar |
| 10  | Silencio             | Sylvia Tapia Alcázar |

### Con las alas rotas (1983)
| N.º | Título             | Autor(es)            |
| --- | ------------------ | -------------------- |
| 1   | Ya Me Pegó El Amor | Sylvia Tapia Alcázar |
| 2   | No Te Detengas     | Sylvia Tapia Alcázar |
| 3   | Con Las Alas Rotas | Sylvia Tapia Alcázar |
| 4   | Mamá               | Sylvia Tapia Alcázar |
| 5   | Amantes No         | Sylvia Tapia Alcázar |
| 6   | Mío                | Sylvia Tapia Alcázar |
| 7   | No Te Vayas        | Sylvia Tapia Alcázar |
| 8   | Ámame Lento        | Sylvia Tapia Alcázar |
| 9   | Creo Que Eres Tú   | Sylvia Tapia Alcázar |
| 10  | En Solo Dos Días   | Sylvia Tapia Alcázar |

### Se me cansó el corazón (1984)
| N.º | Título                          | Autor(es)            |
| --- | ------------------------------- | -------------------- |
| 1   | Se Me Cansó el Corazón          | Sylvia Tapia Alcázar |
| 2   | Se Te Olvida                    | Sylvia Tapia Alcázar |
| 3   | Hasta La Eternidad              | Sylvia Tapia Alcázar |
| 4   | Si Es Cierto Que Te Vas         | Sylvia Tapia Alcázar |
| 5   | Aún Es Tiempo                   | Sylvia Tapia Alcázar |
| 6   | Hijo De La Mala Vida            | Sylvia Tapia Alcázar |
| 7   | Y Me Dejas Ir                   | Sylvia Tapia Alcázar |
| 8   | Te Voy Hacer El Favor           | Sylvia Tapia Alcázar |
| 9   | Cuando Creo Que Estoy Olvidando | Sylvia Tapia Alcázar |
| 10  | Si Te Perdiera                  | Sylvia Tapia Alcázar |

### Tómalo, tómalo(Juvenil, 1985)
| N.º | Título            | Autor(es)            |
| --- | ----------------- | -------------------- |
| 1   | Tómalo Tómalo     | Sylvia Tapia Alcázar |
| 2   | Quiéreme Otra Vez | Sylvia Tapia Alcázar |
| 3   | La Que Perdió     | Sylvia Tapia Alcázar |
| 4   | Solos Tú y Yo     | Sylvia Tapia Alcázar |
| 5   | Señora Aprenda    | Sylvia Tapia Alcázar |
| 6   | A Ti              | Sylvia Tapia Alcázar |
| 7   | No Sé Quién Soy   | Sylvia Tapia Alcázar |
| 8   | Triste Fantasía   | Sylvia Tapia Alcázar |
| 9   | Si Te Perdiera    | Sylvia Tapia Alcázar |

### Desde la intimidad(Peerless, 1986)
| N.º | Título                    | Autor(es)            |
| --- | ------------------------- | -------------------- |
| 1   | Ya Sé Que No Eres Para Mí | Sylvia Tapia Alcázar |
| 2   | Más Vale Ahora            | Sylvia Tapia Alcázar |
| 3   | De Color De Rosa          | Sylvia Tapia Alcázar |
| 4   | Hace Tiempo               | Sylvia Tapia Alcázar |
| 5   | Ni Un Beso Ni Un Adiós    | Sylvia Tapia Alcázar |
| 6   | Una Dama Un Señor         | Sylvia Tapia Alcázar |
| 7   | Con Él                    | Sylvia Tapia Alcázar |
| 8   | Y Me Prometías            | Sylvia Tapia Alcázar |
| 9   | Oh Dios                   | Sylvia Tapia Alcázar |
| 10  | Entre Tres Amores         | Sylvia Tapia Alcázar |

### Prohibido(Peerless, 1987)
- Género: Latin, Pop
- Estilo: Balada
- Año: 1987

| Lado | Título                 | Autor(es)            |
| ---- | ---------------------- | -------------------- |
| A1   | Me Regalé Contigo      | Sylvia Tapia Alcázar |
| A2   | Con Las Ganas Me Quedé | Sylvia Tapia Alcázar |
| A3   | Prohibido              | Sylvia Tapia Alcázar |
| A4   | Sangre Caliente        | Sylvia Tapia Alcázar |
| A5   | Contigo Y Sin Ti       | Sylvia Tapia Alcázar |
| B1   | Con Mi Amor Me Quedo   | Sylvia Tapia Alcázar |
| B2   | Ni Pa' Llorar          | Sylvia Tapia Alcázar |
| B3   | Sueños                 | Sylvia Tapia Alcázar |
| B4   | A partir De Ti         | Sylvia Tapia Alcázar |
| B5   | Reto A Duelo           | Sylvia Tapia Alcázar |

### Sencillos destacados
| Año  | Título del sencillo  | Álbum relacionado             | Notas                        |
| ---- | -------------------- | ----------------------------- | ---------------------------- |
| 1979 | Quiéreme otra vez    | Quiéreme otra vez (1980)      | Single previo al álbum debut |
| 1983 | Te lo van diciendo   | Venganza de amor (1982)       |                              |
| 1983 | Ya me pegó el amor   | Con las alas rotas (1983)     |                              |
| 1984 | Hijo de la mala vida | Se me cansó el corazón (1984) |                              |

### Participación en el Festival OTI
| Año  | Canción                   | Intérprete     | Compositora       | Etapa                            | Resultado                                                          |
| ---- | ------------------------- | -------------- | ----------------- | -------------------------------- | ------------------------------------------------------------------ |
| 1980 | "Tarde"                   | Prisma         | Sylvia Tapia      | 1.ª eliminatoria (IX Nacional)   | —                                                                  |
| 1981 | "Silencio"                | Prisma         | Sylvia Tapia      | 1.ª eliminatoria (X Nacional)    | —                                                                  |
| 1981 | "Madre"                   | Alondra        | Sylvia Tapia      | 2.ª eliminatoria (X Nacional)    | —                                                                  |
| 1982 | "Y hablando de nostalgia" | Prisma         | Candelario Macedo | 2.ª eliminatoria (XI Nacional)   | —                                                                  |
| 1984 | "Se me cansó el corazón"  | Prisma         | Sylvia Tapia      | 3.ª eliminatoria (XII Nacional)  | Finalista: 4.º lugar                                               |
| 1985 | "El amor es amor"         | Prisma         | Sylvia Tapia      | 4.ª eliminatoria (XIV Nacional)  | —                                                                  |
| 1986 | "De color de rosa"        | Prisma         | Sylvia Tapia      | XV Nacional e Internacional      | Ganadora nacional (1.º lugar). 2.º lugar en la etapa internacional |
| 1987 | "Hazlo todo tú"           | Hernán Visetti | Sylvia Tapia      | 1.ª eliminatoria (XVI Nacional)  | —                                                                  |
| 1988 | "Seré, será"              | Prisma         | Sylvia Tapia      | 4.ª eliminatoria (XVII Nacional) | —                                                                  |

En 1982, participó con la canción «Y hablando de nostalgia», cuya letra es del compositor Candelario Macedo. En una entrevista publicada ese año, Prisma cuestionó duramente el rumbo del festival, señalando que se premiaba a figuras establecidas y no al talento nuevo, y que muchos compositores entregaban sus obras a intérpretes populares en vez de defenderlas ellos mismos.
Durante su trayectoria en el Festival OTI, Prisma obtuvo reconocimientos destacados.  
En 1984, con la canción «Se me cansó el corazón», se colocó en primer lugar en la tercera eliminatoria del XIII Festival Nacional OTI, recibiendo los 9 votos del jurado.  
Más adelante, en la final nacional, obtuvo 13 de los 15 votos posibles, consolidándose como una de las intérpretes más destacadas de esa edición.
En 1986, ganó el primer lugar en la etapa nacional con «De color de rosa», y representó a México en la edición internacional celebrada en Chile, donde obtuvo el segundo lugar.
Su participación en la final nacional de 1985 también quedó registrada en una publicación retrospectiva del diario El Universal, donde aparece mencionada en el pie de foto junto a otros artistas como Napoleón, Ana Gabriel y Sergio Esquivel.

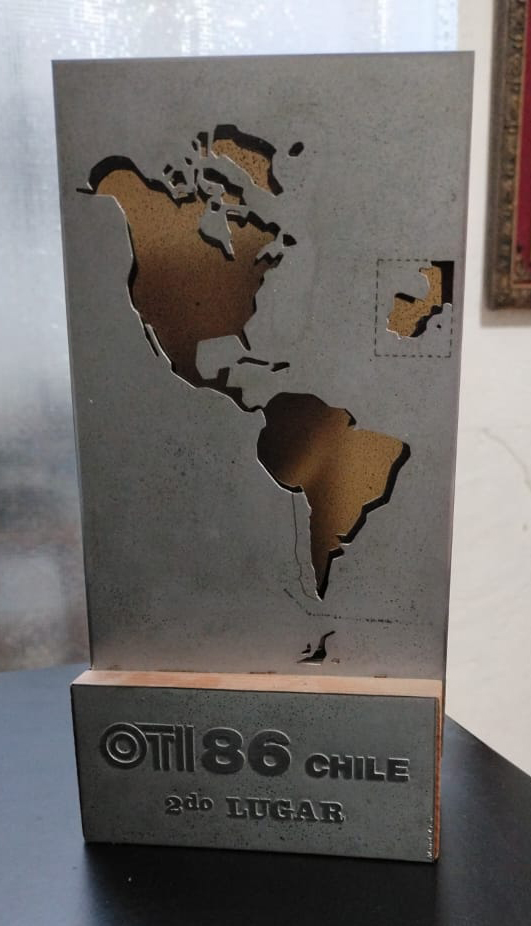
Trofeo otorgado a Sylvia Tapia Alcázar, conocida artísticamente como Prisma, por obtener el segundo lugar representando a México en el Festival Internacional de la OTI 1986, celebrado en Santiago de Chile. Participó con la canción De color de rosa.

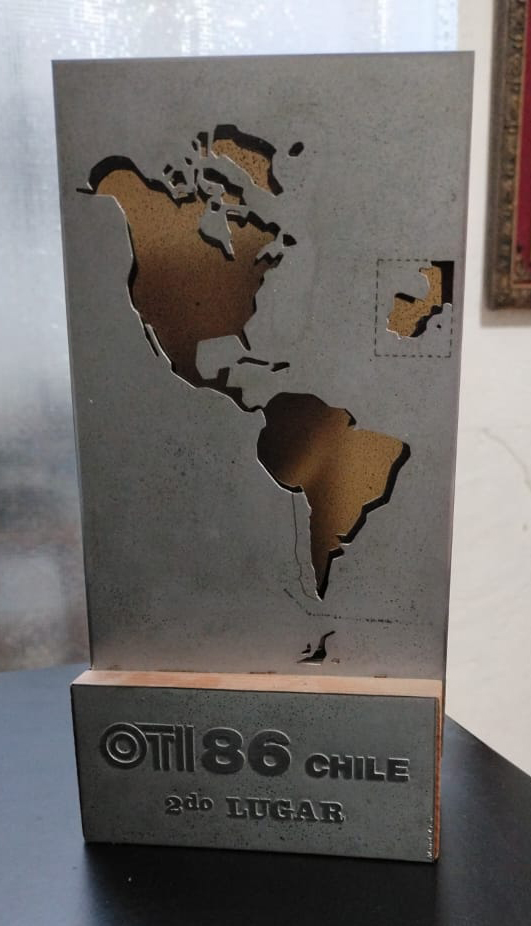
Trofeo otorgado a Sylvia Tapia Alcázar, conocida artísticamente como Prisma, por obtener el segundo lugar representando a México en el Festival Internacional de la OTI 1986, celebrado en Santiago de Chile. Participó con la canción De color de rosa.